# Epimecinus nexibilis
Epimecinus nexibilis är en spindelart som först beskrevs av Simon 1906.  Epimecinus nexibilis ingår i släktet Epimecinus och familjen Desidae.
Artens utbredningsområde är Nya Kaledonien. Inga underarter finns listade i Catalogue of Life.